# 細江町中川
細江町中川（ほそえちょうなかがわ）は静岡県浜松市浜名区の大字。住居表示未実施。

## 地理
浜松市浜名区の中部、細江地区の南東部に位置する。東で都田町、西で細江町気賀及び中央区和光町、南で中央区大山町・三方原町・根洗町、北で細江町広岡・細江町三和・引佐町三岳と接する。

### 河川
- 都田川
- 老ヶ谷川
- 刑部川
- 宿名川
- 神宮寺谷川
- 西谷川
- 三和川
- 和地大谷川

## 歴史

### 町名の由来
中央を都田川が流れていることから。

### 沿革
- 1876年（明治9年） - 引佐郡瀬戸村・祝田村・刑部村・前山村が合併して中川村となる[書籍 1]。
- 1889年（明治22年）4月1日 - 町村制の施行により、中川村が周辺の村と合併して改めて中川村となる[WEB 8]。
- 1951年（昭和26年）1月1日 - 気賀町大字広岡との間で境界変更を実施する[WEB 8]。
- 1955年（昭和30年）4月1日 – 中川村が気賀町と新設合併し、細江町となる。
- 2005年（平成17年）7月1日 – 細江町外10市町村が浜松市に編入される。大字中川から細江町中川へ住所表記が変更となる。
- 2007年（平成19年）4月1日 - 浜松市が政令指定都市となる。細江町中川は北区の一部となる。
- 2024年（令和6年）1月1日 - 浜松市の行政区再編により、細江町中川は浜名区の一部となる。

## 施設
- 浜松市立高台幼稚園
- 浜松市立中川幼稚園
- 浜松市立中川小学校
- 静岡県警察細江警察署中川交番
- 浜松市細江総合体育館
- 浜松市細江総合グラウンド
- 浜松市細江高台墓地
- 遠州信用金庫細江支店
- 細江湖東簡易郵便局
- JAとぴあ浜松（高台支店、細江支店）
- エフ・シー・シー 本社・細江工場・技術研究所・生産技術センター
- パルステック工業 本社
- 太洋コンクリート工業・大洋ヒューム・太洋鉄筋 本社
- 榎本工業 本社
- 富士通ゼネラル 浜松事業所・富士エコサイクル 本社
- MKS 本社
- 中京フロン 浜松工場
- スタンレー電気 浜松製作所
- サンビック 細江工場
- 桜井製作所 細江工場
- 浜松熱処理工業 細江工場
- 古山精機 浜松工場
- ショッピングセンターベル21
  - カネスエ浜松ベル21店
- マックスバリュ細江店
- ENEOS（Dr.Drive中川SS（池田屋商店が運営）、Dr.Driveセルフせいれい三方原病院前SS（遠州日石が運営））
- JA-SS細江SS（JAとぴあ浜松子会社であるとぴあサービスが運営のセルフSS）
- 市営刑部団地
- 桜ヶ丘緑団地
- 黄檗宗 初山 寶林寺

## 交通

### 鉄道
- 天竜浜名湖鉄道線：（新所原 方面 - ）岡地（ - 掛川 方面）

### バス
- 遠鉄バス - 湖東東停留所・祝田停留所・ベル21停留所には自転車駐輪場が併設されている。
  - 40気賀三ヶ日線：（浜松駅 方面 - ）高台幼稚園 - 湖東東 - 湖東 - 湖東西／老ヶ谷 - 老ヶ谷口 - 新屋 - 落合橋（ - 気賀駅前／三ヶ日車庫 方面）
  - 43引佐線
    - 気賀駅前発着系統：（浜松駅 方面 - ）祝田南 - 祝田 - ベル21（ - 細江町石岡内・引佐町内区間） - 五日市（ - 気賀駅前 方面）
    - 聖隷三方原病院発着系統：（浜松駅 方面 - ）根洗西 - 聖隷クリストファー大学入口（ - 聖隷三方原病院 方面）

  - 45奥山線：（浜松駅 方面 - ）（根洗西 - 聖隷クリストファー大学入口（ - 三方原町内区間） - 聖隷クリストファー大学入口 - 根洗西（ - 都田町内区間）） - 祝田南 - 祝田 - ベル21（ - 奥山 方面）
  - 100浜北医大三方原聖隷線：（聖隷三方原病院 方面 - ）聖隷クリストファー大学入口 - 根洗西（ - 浜北駅 方面）
- 浜松市細江地域バス（細江みをつくしバス）（遠鉄タクシーに委託、事前予約制、月・水曜日のみ運行（祝日・振替休日・年末年始運休））

### 道路
- 国道257号
- 国道362号
- 静岡県道261号磐田細江線（姫街道）
- 静岡県道305号金指停車場和地線

## その他

### 学区
小学校・中学校の学区は以下の通りである。
- 浜松市立気賀小学校（湖東、8区（池の尻、市場）、9区（あらや、あらや下、中原、根古屋、サル平、一の谷））
- 浜松市立中川小学校（1区、石岡、祝田、刑部、7区、8区（池の尻、市場を除く）、9区（あらや、あらや下、中原、根古屋、サル平、一の谷を除く））
- 浜松市立細江中学校（全域）

### 警察
警察の管轄区域は以下の通りである。
| 番・番地等 | 警察署     | 交番・駐在所 |
| ---------- | ---------- | ------------ |
| 全域       | 細江警察署 | 中川交番     |

### 消防
消防の管轄区域は以下の通りである。
| 番・番地等 | 消防署   | 本署/出張所 |
| ---------- | -------- | ----------- |
| 全域       | 北消防署 | 本署        |

### 指定文化財
- 寶林寺　仏殿・方丈及び山門（細江町中川65-2 黄檗宗 初山 寶林寺内、国指定（山門は県指定）有形文化財）[WEB 12][WEB 13]

### 書籍
1. ↑  引佐町『引佐町史』 下巻、引佐町、1993年3月31日、161頁。全国書誌番号:93048754。

### WEB
1. ↑  “h02_22.csv”.   総務省 (2022年2月10日). 2024年8月16日閲覧。
2. ↑  “静岡県浜松市北区細江町中川 (221350140)｜国勢調査町丁・字等別境界データセット”.   人文学オープンデータ共同利用センター. 2024年10月21日閲覧。
3. ↑  “静岡県 浜松市浜名区 細江町中川の郵便番号 - 日本郵便”.   日本郵便. 2024年8月16日閲覧。
4. ↑  “市外局番の一覧”.   総務省 (2022年3月1日). 2024年8月16日閲覧。
5. ↑  “事業所案内及び管轄地域（事務所3件、分室3件）”.   一般社団法人静岡県自動車会議所. 2024年8月16日閲覧。
6. ↑  “住居表示実施状況／浜松市”.   浜松市 (2024年1月4日). 2024年8月16日閲覧。
7. ↑  “解説ページ”.   株式会社エア. 2024年12月10日閲覧。
8. 1 2  “静岡県市町村の変遷”.   静岡県総務部合併推進室・財団法人静岡県市町村振興協会 (2010年3月). 2024年10月15日閲覧。
9. ↑  “学校名から探す／浜松市”.   浜松市 (2024年1月1日). 2024年8月16日閲覧。
10. ↑  “中川交番｜静岡県警察”.   静岡県警察 (2024年1月1日). 2024年8月16日閲覧。
11. ↑  “消防署の町別管轄「ほ」／浜松市”.   浜松市 (2020年3月25日). 2024年8月16日閲覧。
12. ↑  “しずおか文化財ナビ 寶林寺　仏殿・方丈｜静岡県公式ホームページ”.   静岡県 (2024年1月5日). 2024年12月10日閲覧。
13. ↑  “しずおか文化財ナビ 宝林寺山門｜静岡県公式ホームページ”.   静岡県 (2024年1月5日). 2024年12月10日閲覧。